# ATLAS.ti
 ATLAS.tiは、質的データの分析を簡単にするサポート型質的データ分析ソフトウェア。質的研究、量的研究、混合法研究の質的データの分析をする。
研究者が非構造化データ（テキスト、マルチメディア、地理空間）の複雑な現象を発見し、系統的に分析するサポートソフトウェアである。ユーザの一次データ資料の所見を見つけ、コード化し、また注釈をつけ、重要性を評価した上で、複雑な関係性を可視化するツールを提供するプログラムである。
 ATLAS.tiは、人類学、芸術、建築、コミュニケーション、犯罪学、経済学、教育科学、工学、民族学研究、経営学、市場調査、品質管理、心理学、社会学、ソーシャルワークなど幅広い分野によって使用されている。
 ATLAS.tiは、テキスト、画像、音声、ビデオ、地理データなどの一次資料の調査と、すべての分野において分析を必要とする大量の文書を統合し記録する。それらを分析・視覚化するツールを提供する。